# Grammy Award du meilleur enregistrement d'opéra
Le Grammy Award du meilleur enregistrement d'opéra (Best Opera Recording) est une récompense décernée lors des cérémonies annuelles des Grammy Awards décernée à l'enregistrement d'opéra de l'année.

## Lauréats
| Année | Titre                               |
| ----- | ----------------------------------- |
| 2022  | Glass: Akhnaten                     |
| 2023  | Blanchard: Fire Shut Up In My Bones |
| 2024  | Blanchard: Champion                 |
| 2025  | Saariaho: Adriana Mater             |